# Bdellidae
Famille
Les Bdellidae sont une famille d'acariens. La plupart des espèces sont chasseuses de petits arthropodes.

## Description
Les Bdellidae sont des animaux minuscules.

## Liste des genres
Selon E. A. Ueckermann
- Bdellinae Grandjean, 1938
  - Bdella Latreille, 1795
  - Hexabdella van der Schyff, Theron & Ueckermann, 2004 nec Verrill, 1872
- Cytinae Grandjean, 1938
  - Cyta von Heyden, 1826
  - Trachymolgus Berlese, 1923
- Odontoscirinae Grandjean, 1938
  - Bdellodes Oudemans, 1937 synonymes Scirus Thor, 1931, Hoploscirus Thor, 1937 & Thoribdella Grandjean, 1938
  - Caenobdella Oudemans, 1937
  - Hoplomolgus Berlese, 1923
  - Neomolgus Oudemans, 1937
  - Octobdellodes Atyeo, 1960
  - Odontoscirus Thor, 1913
  - Troglobdella Oudemans, 1937
- Polytrichinae van der Schyff, Theron & Ueckermann, 2003
  - Polytrichus van der Schyff, Theron & Ueckermann, 2003
- Spinibdellinae Grandjean, 1938
  - Biscirus Thor, 1913
  - Monotrichobdella Baker & Balock, 1944
  - Spinibdella Thor, 1930
  - Tetrabdella Hernandes & Feres, 2006
- Sous-famille indéterminée
  - Neobiscirus Gomelauri, 1963
  - Rigibdella Tseng, 1978

## Référence
- Dugès, 1834 : Recherches sur l'ordre des Acariens en général et la famille des Trombidiés en particulier. Annales des Sciences Naturelles, Zoologie, vol. 2, no 1, p. 5–46.